# Fredy Masella
Fredy Masella (Sanarate; 5 de diciembre de 1935-Escuintla; 6 de enero de 2014) fue un futbolista guatemalteco que se desempeñaba como delantero.

## Trayectoria
Era apodado "el pingo" y comenzó a jugar desde los 16 años en el Comunicaciones, debutando con el primer equipo en 1955, retirándose con estos mismos en 1967, ganando varios títulos. En 1963, fue prestado al Deportivo Escuintla.

## Palmarés
| Título                    | Equipo         | País      | Año     |
| ------------------------- | -------------- | --------- | ------- |
| Copa Nacional             | Comunicaciones | Guatemala | 1955    |
| Copa Campeón de Campeones | Comunicaciones | Guatemala | 1955    |
| Liga Nacional             | Comunicaciones | Guatemala | 1956    |
| Copa Campeón de Campeones | Comunicaciones | Guatemala | 1956    |
| Liga Nacional             | Comunicaciones | Guatemala | 1957-58 |
| Copa Campeón de Campeones | Comunicaciones | Guatemala | 1958    |
| Liga Nacional             | Comunicaciones | Guatemala | 1959-60 |
| Copa Campeón de Campeones | Comunicaciones | Guatemala | 1961    |